# Darren Randolph
Darren Edward Andrew Randolph (Bray, 1987. május 12.) ír válogatott labdarúgó, aki legutóbb, a 2023–2024-es szezonban, a Bournemouth játékosa volt.

## Sikerei, díjai
- Accrington Stanley
  - Angol ötödosztály: 2005–06